# Cinara atroalbipes
Cinara atroalbipes är en insektsart. Cinara atroalbipes ingår i släktet Cinara och familjen långrörsbladlöss. Inga underarter finns listade i Catalogue of Life.